# 常規戰爭
常規戰爭是戰爭的一種形態，其戰鬥方式為公開地使用傳統戰爭武器和戰場戰術去戰勝敵人。戰爭中我敵劃分十分清楚，武器也是直接攻擊敵人個體。戰鬥中通常使用傳統或常規武器，而非化學武器、生化武器 和核武器 。

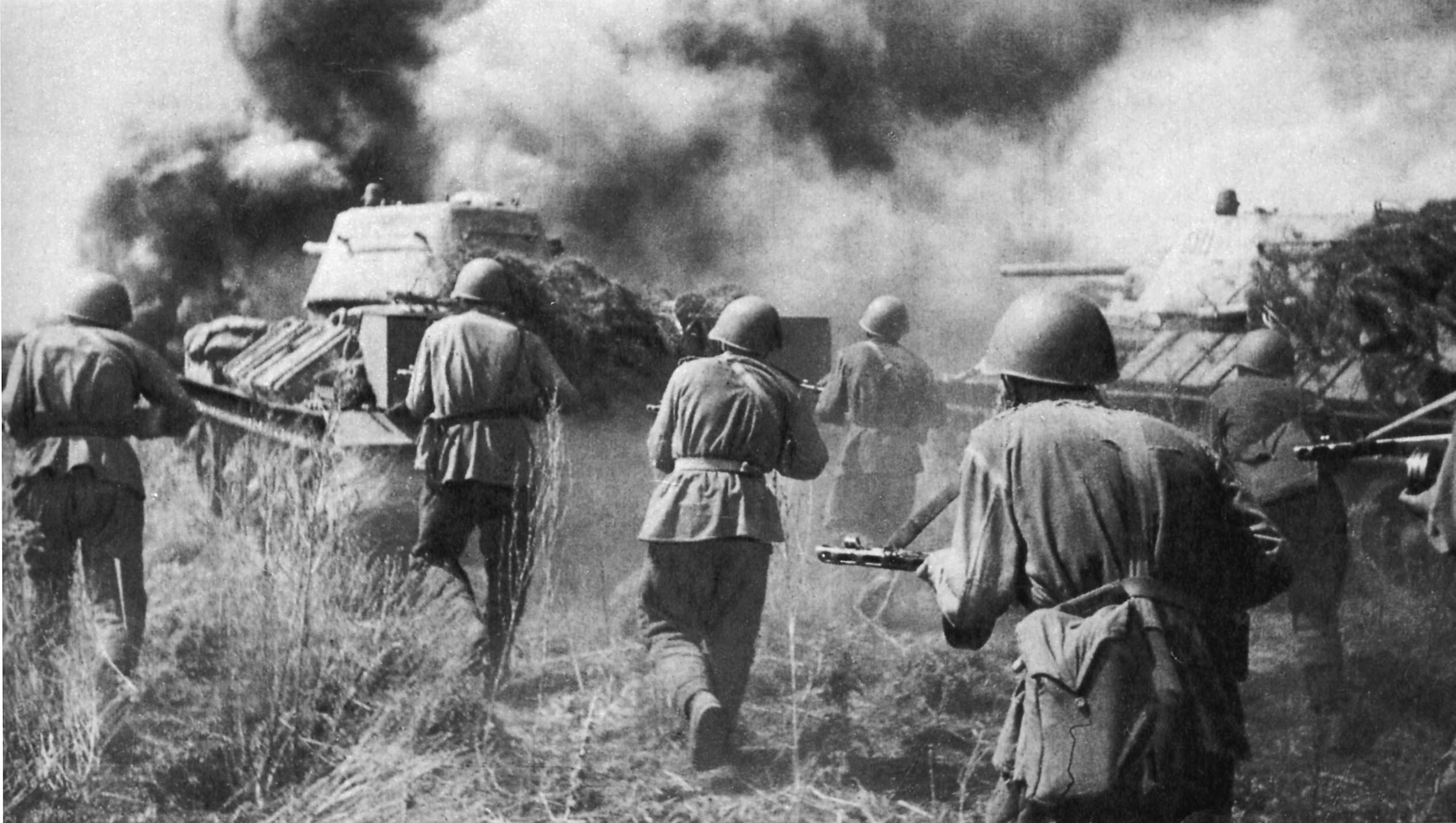
1943年库尔斯克战役中的苏联士兵和坦克，这是二战中规模最大的战役之一

通常情況下，國家發動常規戰爭的目的為削弱或破壞敵對勢力的軍事力量，以致敵方無法再參與常規戰爭。但在存亡關頭中，參戰的一方或雙方可能發動非常规战争以反敗為勝。

## 历史

### 国家的形成
国家最初是由柏拉图倡导的，但在罗马天主教会的权力巩固中得到了更多的接受。随后，欧洲君主获得了权力，天主教会被剥夺了世俗权力，并被国王的神权所取代。1648年，欧洲列强签署了《威斯特伐利亚条约》，结束了宗教暴力，实现了纯粹的政治治理和政治观，标志着现代国家的诞生。
在国家主义范式中，只有国家及其任命的代表才可以携带武器并参加战争。事实上，战争随后仅被理解为主权国家之间的冲突。君主们强化了这一观念并赋予它法律的力量。任何贵族都可以发动战争，但欧洲君主必须巩固军事力量以应对拿破仑战争。

### 克劳塞维茨范式
普鲁士是试图积聚军事力量的国家之一。普鲁士的一位军官卡尔·冯·克劳塞维茨写了《战争论》，这是一部完全植根于国家世界的著作。所有其他形式的国内冲突，例如叛乱，都没有被考虑在内，因为从理论上讲，他无法解释国家面前的战争。然而，在他生命的最后时刻，他越来越意识到非国家军事行为体的重要性，正如他的“武装人民”概念所揭示的那样，他指出，这种概念与传统军事行为体有着相同的社会和政治根源。
袭击或仇恨等行为随后被贴上犯罪活动的标签并被剥夺合法性。这种战争范式反映了21世纪初大多数现代化世界的观点，通过对当时的常规军队的考察证实了这一点：大型、高维护性和技术先进的军队，旨在与设计类似的部队竞争。
克劳塞维茨还提出了宣战理由问题。战争是出于社会、宗教甚至文化原因而进行的，克劳塞维茨教导说，战争仅仅是“政治通过其他方式的延续”。这是一种理性的计算，一旦正常话语被打破，各国就会为自己的利益（无论是经济利益、安全利益还是其他利益）而斗争。
大多数现代战争都是使用常规手段进行的。自1945年以来，民族国家还没有使用过生物战，而化学战也只使用过几次（已知最近一次使用化学战的是叙利亚内战）。核战争只发生过一次：1945年8月，美国轰炸了日本广岛和长崎。

### 自第二次世界大战以来
国家原则和克劳塞维茨原则在20世纪的世界大战中达到顶峰，但它们也为其因核扩散而崩溃奠定了基础。冷战期间，超级大国力图避免各自军队之间发生公开冲突，因为双方都认识到这种冲突很容易升级并很快涉及核武器。 相反，超级大国通过代理人战争、军事集结和外交僵局相互争斗。因此，除了1969年中苏冲突中以及1999年卡吉尔战争中印度和巴基斯坦之间的两次短暂冲突之外，还没有两个核国家直接打过常规战争。
然而，自1945年以来，常规战争一直在无核武器国家之间发生，例如两伊战争和厄立特里亚-埃塞俄比亚战争，或者在核国家与较弱的无核国家之间发生，例如海湾战争和俄乌战争。